# Cantonul Montreuil-Est
Cantonul Montreuil-Est este un canton din arondismentul Bobigny, departamentul Seine-Saint-Denis, regiunea Île-de-France, Franța.

## Comune
| Comune                     | Populație (1999) | Cod poștal | Cod INSEE |
| -------------------------- | ---------------- | ---------- | --------- |
| Montreuil, commune entière | 103 068          | 93 100     | 93 048    |